# Попов, Тихон Дмитриевич
Ти́хон Дми́триевич Попо́в (25 июня 1876, село Муравляное, Задонский уезд, Воронежская губерния — 9 августа 1962, Москва) — протоиерей Русской православной церкви, профессор Московской духовной академии. В 1922—1944 годы — деятель обновленчества, в котором имел сан митрополита. Депутат IV Государственной Думы.

## Биография

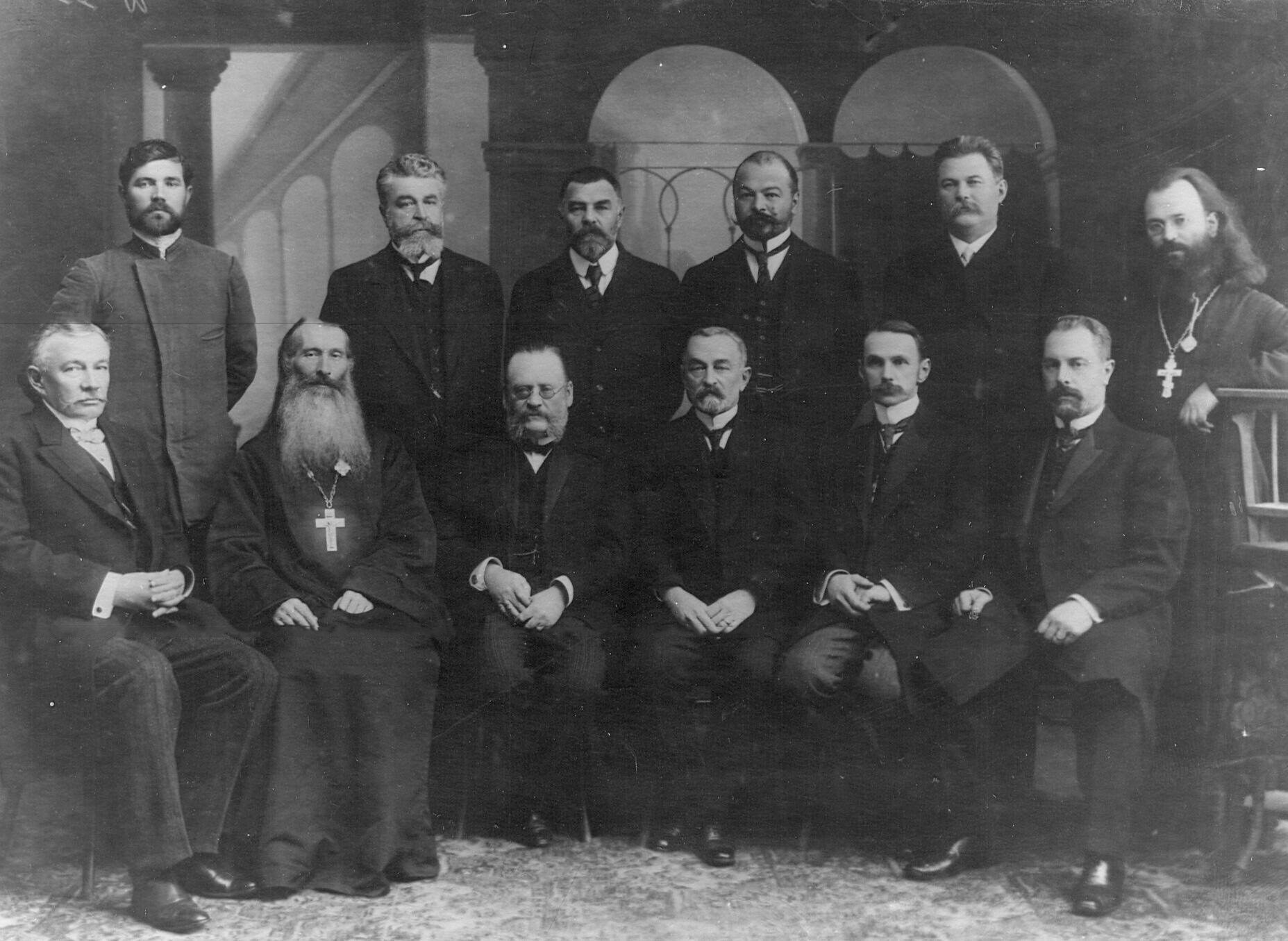
Депутаты IV Государственной думы от Воронежской губернии. Стоят: М. К. Котляров, В. И. Стемпковский, С. И. Шидловский, А. И. Звегинцов, М. С. Акалелов, Т. Д. Попов; сидят: Г. А. Фирсов, Г. Т. Алфёров, А. И. Алехин, Н. И. Шидловский, E. П. Ковалевский, М. И. Симонов

Родился 25 июня 1876 года в селе Муравляное Задонского уезда Воронежской губернии в семье сельского священника. По другим данным, родился 12 июля 1876 года в селе Кленовое в той же губернии.
В 1890 году окончил Воронежское духовное училище. В 1896 году окончил Воронежскую духовную семинарию. В том же году поступил в Киевскую духовную академию, которую окончил в 1900 году со степенью кандидата богословия.
В 1900 году рукоположён в священники и назначен законоучителем Воронежской Мариинской женской гимназии. С 1901 года служил настоятелем Спасской церкви в Воронеже.
В 1905—1912 года — депутат от духовенства на епархиальных съездах и председатель пастырских епархиальных собраний, председатель комиссии богословских чтений г. Воронежа.
В 1909—1912 года являлся кандидатом от духовенства в члены Государственного Совета, но не был избран.
Одновременно, законоучитель Воронежской Мариинской женской гимназии. Был председателем комиссии Богословских чтений в Воронеже.
По состоянию на 1912 год имел сан протоиерея.
В 1912 году был избран членом IV Государственной Думы от Воронежской губернии. Входил во фракцию правых. В конце 1914 года сложил полномочия члена ГД.
Вступил в Союз русского народа, считался «ярым реакционером», участвовал в освящении Митрофано-Георгиевского отдела СРН в Воронеже.
В 1913 году получил место профессора богословия в Сельскохозяйственном институте им. Императора Петра Великого в Воронеже.
В 1917 году защитил диссертацию о святителе Тихоне Задонском («Святитель Тихон Задонский и его нравоучение». М., 1916), получив степень магистра богословия.
В 1918 был отстранён от преподавания в связи с решением отказаться от богословия как «ненужного предмета».
С 1917 по 1920 годы служил в Спасском храме в Воронеже.
В 1920 году арестован органами ЧК в Воронеже. Ему грозила смертная казнь за активное участие в Крестном ходе во время занятия белыми города и вообще как «черносотенца». Чтобы избежать казни согласился сотрудничать с органами в качестве секретного осведомителя, что продолжалось как минимум до 1938 года.
С 1920 по 1922 годы — настоятель Спасского храма в Воронеже.
В 1922 году уклонился в обновленческий раскол, став активным деятелем обновленческого движения. Участвовал в Обновленческих Соборах 1923 и 1925 года, на которых выступал с докладами. В 1925 году избран членом Священного Синода Обновленческой Церкви.
В мае 1927 года, «в ознаменование верности и стойкости в обновленчестве к пятилетнему юбилею обновленчества», награждён саном протопресвитера.
С апреля 1931 года — инспектор и профессор обновленческой Московской богословской академии. В 1938 году на допросе так охарактеризовал свой опыт преподавания в обновленческой богословской академии:

В упомянутый период времени мне, по назначению Священного Синода, пришлось читать курс лекций по богословским дисциплинам, а также быть инспектором академии. <…> Сохранившиеся в моей памяти фамилии из академических студентов мною уже названы, а архив бывшего Священного Синода, вероятно, хранит подробный список всех студентов. Весьма характерным явлением, как оттенок поспешности создания новых кадров на места умиравших и отживших священнослужителей, как теперь уже ясно, является то обстоятельство, что приём студентов, как я застал, был без всяких предварительных испытаний в познаниях не только богословских, но и элементарной грамотности. Странным и крикливым названием является и самый термин «академия» без существования предварительных низшей и средней школы. Можно представить, что оставалось в головах в большинстве безграмотных и полуграмотных, в буквальном смысле слова, слушателей Московской богословской академии от философских лекций «митрополита», ректора и руководителя академии Александра Введенского… Можно судить и о том, что в жизни и деятельности представляли собой вышедшие из такого рассадника академии лица на церковных должностях, начиная со священнических и кончая архиерейскими. Отход от трудовой жизни, церковная карьера, а в 1937 и 1938 годах жизнь всех их уже сняла с церковных должностей и вписала их в контрреволюцию…
18 декабря 1932 года, будучи женатым, рукоположён в обновленческого епископа Орехово-Зуевского.
В мае 1934 годы назначен епископом Тульским, председателем Тульского обновленческого епархиального управления, с возведением в сан архиепископа.
9 января 1936 года назначен архиепископом Московским и Тульским. 16 марта 1936 году возведён в сан митрополита.
При этом митрополит Тихон проживал в Туле и в Москве бывал наездами. В промежутках между пребыванием митрополита Тихона в столице всеми делами заведовал настоятель храма Успения Пресвятой Богородицы в Печатниках протопресвитер Павел Горизонтов. Здесь же, при Успенском храме в доме № 3 по улице Сретенка, находилась приёмная митрополита Тихона. В ведении митрополита Тихона в 1936 г. находилось всего четыре московских храма — 1) Успения в Печатниках (настоятель протопресвитер Павел Горизонтов), 2) Живоначальной Троицы на Пятницком кладбище (настоятель протоиерей Николай Третьяков, клирики — протоиереи Александр Кедров и Василий Петропольский), 3) Иконы Божией Матери «Всех скорбящих радость» на Калитниковском кладбище (настоятель протоиерей Александр Капранцев, клирики протоиерей Павел Парадизов, протодиакон Ал. Вознесенский) и 4) храм Св. Иоанна Богослова на Воробьёвых горах (настоятель протоиерей Павел Матусевич). В Подмосковье (в 100-километровой зоне от города) действовали находящиеся в ведении митрополита церкви в Павловом Посаде, в Загорске, в Люберцах, а также храм Рождества Пресвятой Богородицы в селе Никольско-Трубецком Реутовского района. Всего же в ведении Московской митрополии имелось 219 церквей.
2 июля 1938 года арестован. Власти обвинили его в том, что он, «будучи митрополитом Московским, создавал блок всех существующих в СССР церковных течений для борьбы с советской властью». Однако ввиду того что обвиняемый был агентом НКВД (с 1920 года он состоял секретным осведомителем ВЧК), дело было рассмотрено Особым Совещанием при НКВД СССР.
2 апреля 1939 года был приговорён к ссылке на пять лет в Казахстан. Управление остатками Московской обновленческой епархии принял на себя первоиерарх митрополит Виталий (Введенский). В мае 1943 года был освобождён и даже получил право жить в Москве. Ещё до возвращения в Русскую Православную Церковь Тихон Попов обратился в Патриархию с просьбой назначить его профессором Богословского института.
5 января 1944 года в зале заседаний Священного Синода в Чистом переулке в присутствии Патриарха Сергия, митрополита Киевского и Галицкого Николая (Ярушевича), управляющего делами Московской Патриархии протопресвитера Н. Ф. Колчицкого, протоиерея А. П. Смирнова и проректора Богословского института С. В. Савинского принёс покаяние в грехе пребывания в обновленческом расколе. Об этом событии своим читателям сообщил «Журнал Московской Патриархии». Бывший «митрополит» был принят в общение с Церковью в сане протоиерея и получил назначение в храм Живоначальной Троицы на Пятницком кладбище в Москве.
28 августа 1944 года назначен ректором открывшегося незадолго до этого Московского Богословского института. Состоял ректором до реорганизации института в Московскую Духовную Академию и Семинарию в 1946 году.
В 1945 году — член Поместного Собора Русской Православной Церкви, на котором Патриархом Московским и всея Руси был избран Алексий I. На Соборе выступал с докладом о духовных школах и на прениях.
29 мая 1946 года постановлением Совета министров СССР было разрешено открытие духовных академий в Москве, Ленинграде и Киеве. Учебный комитет при Синоде на заседании 26 августа 1946 года постановил преобразовать Православный богословский институт в МДА с 4-летним курсом обучения. Причём 3-й и 4-й курсы института стали 1-м и 2-м курсами академии, а Подготовительные курсы и 2 первых курса института — семинарией с 4-летней программой обучения. У академии и семинарии была общая администрация. Обязанности ректора МДАиС продолжал исполнять Тихон Попов, инспектором был назначен протоиерей Н. В. Чепурин, вернувшийся в Москву из ссылки.
23 октября 1946 года освобождён от должности ректора Московской духовной академии и утверждён в должности профессора МДА.
В 1947 году полностью ослеп. Несмотря на это, продолжал свою преподавательскую деятельность в академии и семинарии и до последних дней жизни не переставал заниматься литературной работой. Ему помогала супруга, которая готовила под его диктовку конспекты и эти конспекты потом раздавались студентам
По воспоминаниям митрополита Питирима (Нечаева): «Он читал пастырское богословие. Будучи слеп, он диктовал матушке конспект, тезисы; она давала нам эти листочки, а он уже говорил, импровизируя, также перемежая лекции воспоминаниями, но избегая при этом вспоминать о морально тяжёлых для него годах обновленчества. Помимо пастырского богословия он читал ещё и основное богословие. Конечно, это были упрощённые курсы и нам приходилось около половины времени проводить в Ленинской библиотеке».
Скончался 9 августа 1962 года в Москве. Погребён вместе с супругой Анной Павловной и родными на Бабушкинском кладбище (6-й участок) в городе Москва. В отпевании участвовал протоиерей Андрей Расторгуев — бывший обновленческий архиепископ.